# Żaków
Żaków – wieś sołecka w Polsce położona w województwie mazowieckim, w powiecie mińskim, w gminie Siennica.
| SIMC    | Nazwa         | Rodzaj    |
| ------- | ------------- | --------- |
| 0687445 | Wola Żakowska | część wsi |

W latach 1975–1998 miejscowość administracyjnie należała do województwa siedleckiego.
Wierni Kościoła rzymskokatolickiego należą do parafii św. Stanisława Biskupa Męczennika w Siennicy.

## Dwór w Żakowie
Wzniesiony w końcu XIX w. w stylu neogotyckim z cechami klasycystycznymi. Murowany, parterowy, częściowo piętrowy. Układ wnętrz dwutraktowy z prostokątną sienią i schodami. Dachy dwuspadowe. Wokół dworu pozostałości parku krajobrazowego.
Dobra żakowskie nabył w 1796 r. Jan Wierzbicki od Antoniego Rudzińskiego. W 1815 r. należały do Michała Wierzbickiego, w 1824 r. kupił je na licytacji Michał Chełkowski i odstąpił Ignacemu Stawiarskiemu. Po jego śmierci w 1835 r. dobra odziedziczyła wdowa Barbara z Wierzbickich. W 1841 r. dobra Żakowa przeszły w ręce Ignacego Stawiarskiego. Od 1859 r. Żaków należał do Jana Flatta, a 10 lat później do Nikodema Wojdy. Po zakończeniu I wojny światowej należał do Kieniewiczow, a na koniec do Maksymiliana Czapka.